# Il guarany
Il Guarany és una òpera en quatre actes d'Antônio Carlos Gomes, amb llibret d'Antonio Scalvini. S'estrenà al Teatro alla Scala de Milà el 19 de març de 1870. A Catalunya es va estrenar al Liceu de Barcelona el 7 de març de 1876.
Actualment i excepte en terres brasileres, no és habitual en els repertoris.

## Origen i context
Il Guarany va ser composta per Gomes a Europa sobre un llibret extret de la novel·la brasilera de José de Alencar, que havia entusiasmat a Gomes. L'èxit d'un brasiler a la Scala, el 1870, es comprèn només perquè la figura de Verdi, encara en ple èxit, s'havia fet menys present; Gomes va emergir per aquesta disminució com ho van fer Boito, Ponchielli i altres. Totes les qualitats que distingeixen Gomes (habilitat constructiva, equilibrat desenvolupament escènic, encant melòdic, interès pel lluïment de les veus, orquestració senzilla però diferenciada i adequada a les situacions dramàtiques) conflueixen perfectament en Il Guarany, la seva òpera més coneguda.

## Argument
La història és bastant convencional, encara que desenvolupada en un àmbit que resultava fascinant per als europeus del segle xix, la selva amazònica. A grans trets, l'obra dona compte d'una lluita entre colonitzadors portuguesos i la tribu dels aimorès, batalla que es desenvolupa el 1560, aproximadament, en algun lloc de l'Amazònia, i que culmina amb l'explosió i destrucció del castell del vell gentilhome portuguès Don Antonio de Mariz.	